# 石井宏樹
石井 宏樹（いしい ひろき、1979年1月16日 - ）は、日本の男性キックボクサー。東京都目黒区出身。新日本キックボクシング協会ライト級王者。7連続KO、8度の王座防衛を果たし、日本人4人目のラジャダムナン・スタジアム王座（スーパーライト級）を獲得。ラジャダムナン・スタジアム並びにルンピニー・スタジアムの王者となった5人の外国人選手で初めて防衛戦に勝利した。
入場曲は、SPENTE LE STELLE（スペンテ・レ・ステッレ）。

## 来歴
中学時代は太っておりダイエットのため高校入学後、15歳で目黒ジムに入門した。
- 1996年1月28日、プロデビュー。

- 1997年12月、アマチュアムエタイの大会「キングスカップ」に出場。僅差の判定で敗れ準優勝となった。

- 2000年1月23日、鷹山(我龍)真吾にＫＯ勝ちし新日本キックボクシング協会ライト級王座を獲得。

2000年5月、ムアンファーレッグに押され判定ドロー。2002年1月、ムアンファーレッグにＴＫＯ負け。
・2002年7月から2003年5月まで7連続ＫＯ勝ち。
2004年7月、ムアンファーレッグに判定ドロー。
2004年11月、オリンピックのボクシング金メダリストであるソムラック・カムシンと判定ドロー。
2005年8月、ジャルンチャイ・ラチャダーゴンに判定負け。
- 2005年1月24日に東京のホテルで開かれた「2004年度第37回内閣総理大臣杯日本プロスポーツ大賞」の授賞式典で、日本プロスポーツ大賞新人賞を受賞した。

2006年4月、西山誠人にＴＫＯ勝ち。
- 2006年9月4日のK-1 WORLD MAX 2006 〜世界王者対抗戦〜でイアン・シャファーと対戦予定であったが、契約体重70kgへの増量が難しく欠場となった[2]。

2007年4月、小宮由紀博に2度ダウンを奪われるも肘で切り裂き逆転ＴＫＯ勝ち。
- 2007年10月26日から開催された第2回アジアインドアゲームズムエタイ競技ウェルター級（63.5kg - 67kg）に出場。10月30日に1回戦シード出場したが、前日の準々決勝を勝ち抜いたファディ・スウィーダン（レバノン）が棄権したため、石井は試合をすることなく準決勝まで進んだ。11月1日の準決勝でヤセル・アブサフィヤー（ヨルダン）を判定5-0で下し決勝に進出したが、11月3日の決勝戦では、マヴォロンベック・ハホロフ（ウズベキスタン）に判定3-2で敗れ準優勝に終わった。

2007年12月、ウイタヤーノーイ・シットクウオンイムに失神ＫＯ勝ち。2008年3月、練習中に肘を怪我し、シンマニー・ソー・シーソムポンに判定負け。
- 2008年12月23日、TOUITSU ライト級（62kg級）初代王者決定トーナメントに出場。1回戦でMA日本スーパーライト級王者壮泰、準決勝でSB日本スーパーフェザー級王者及川知浩、決勝でJ-NETWORKライト級王者黒田アキヒロをそれぞれ判定で降し、優勝を果たした。

- 2010年3月22日、ラジャダムナン・スタジアムで行なわれたラジャダムナン＆WMCスーパーライト級王者決定戦でヨードクンポン・FAグループと対戦し、ジャッジ3者とも48-49の判定負けで王座獲得ならず[3]。

- 2011年7月24日、新日本キックボクシング協会 「MAGNUM－26」でチャイナローン・オーシンと対戦し、開始早々から攻め続け貫禄のKO勝ちを収めた。試合後に4度目のタイトル挑戦になるラジャダムナンスタジアムのスーパーライト級タイトルマッチを組むことを発表された[4]。

- 2011年10月2日、新日本キックボクシング協会「MAGNUM－27」のラジャダムナンスタジアム・スーパーライト級王者決定戦で、アピサックK.T.ジムに5R3-0の判定勝ちを収め日本人4人目のラジャダムナンスタジアム王座を獲得した[5]。

- 2012年3月11日、新日本キックボクシング協会「MAGNUM－28」のラジャダムナンスタジアム・スーパーライト級王座防衛戦で、挑戦者同級6位のゲーンファーン・ポー.プアンチョンに5R3-0の判定勝ちを収め、日本人王者で初めてラジャダムナンスタジアム王座の防衛に成功した（ラジャダムナンスタジアム並びにルンピニースタジアムの外国人王者が防衛に成功したの初めて）[6]。

## 戦績
| キックボクシング 戦績 | キックボクシング 戦績 | キックボクシング 戦績 | キックボクシング 戦績 | キックボクシング 戦績 | キックボクシング 戦績 | キックボクシング 戦績 |
| --------------------- | --------------------- | --------------------- | --------------------- | --------------------- | --------------------- | --------------------- |
| 84 試合               | (T)KO                 | 判定                  | その他                | 引き分け              | 無効試合              |                       |
| 60 勝                 | 30                    | 30                    |                       | 10                    | 0                     |                       |
| 14 敗                 | 4                     | 10                    |                       | 10                    | 0                     |                       |

| 勝敗 | 対戦相手                                     | 試合結果                       | 大会名 | 開催年月日     |
| ×    | ゲーオ・フェアテックス                       | 2R 0:44 KO（左ハイキック）     | RIKIX「NO KICK,NO LIFE 2014」 【WPMF世界スーパーライト級王座決定戦】                                            | 2014年2月11日  |
| ○    | ギャティサック・シットサイトーン             | 2R 1:26 KO（右ヒジ打ち）       | 新日本キックボクシング協会「SOUL IN THE RING Ⅵ」                                                                | 2013年12月8日  |
| ○    | ティーラポン・ギャットチャイヨン             | 1R 2:24 KO（左ハイキック）     | 新日本キックボクシング協会「MAGNUM 33」                                                                         | 2013年10月13日 |
| ×    | エークピカート・モー.クルンテープトンブリー  | 4R 2:25 KO（左肘打ち）         | 新日本キックボクシング協会「MAGNUM 31」 【ラジャダムナンスタジアム認定スーパーライト級タイトルマッチ】          | 2013年3月10日  |
| ○    | ジャオウェーハー・シットチアンビン           | 1R 2:01 KO（右肘打ち）         | 新日本キックボクシング協会「SOUL IN THE RING X」                                                                | 2012年12月9日  |
| ○    | プラーイノーイ・ポー.パオイン                | 1R 1:54 KO（左フック）         | TITANS NEOS 12 【ラジャダムナンスタジアム認定スーパーライト級タイトルマッチ】（防衛2）                          | 2012年9月15日  |
| ○    | スアデット・ソー.ラティデット                | 5R終了 判定3-0                 | 新日本キックボクシング協会「MAGNUM 29」                                                                         | 2012年7月22日  |
| ○    | ゲーンファーン・ポー.プアンチョン            | 5R終了 判定3-0                 | 新日本キックボクシング協会「MAGNUM 28」 【ラジャダムナンスタジアム認定スーパーライト級タイトルマッチ】（防衛1） | 2012年3月11日  |
| ○    | プラルハット・サックパンヤー                 | 5R 1:28 KO（左ボディフック）   | 新日本キックボクシング協会「SOUL IN THE RING IX」                                                               | 2011年12月17日 |
| ○    | アピサックK.T.ジム                           | 5R終了 判定3-0                 | 新日本キックボクシング協会「MAGNUM 27」 【ラジャダムナンスタジアム認定スーパーライト級王座決定戦】              | 2011年10月2日  |
| ○    | チャイナローン・オーシン                     | 2R 1:03 KO（左ボディフック）   | 新日本キックボクシング協会「MAGNUM 26」                                                                         | 2011年7月24日  |
| ○    | ジャックサヤーム・エックシリコンジム         | 5R終了 判定3-0                 | 新日本キックボクシング協会「BRAVE HEARTS 16」                                                                   | 2011年5月15日  |
| ○    | ウティーチャイ・ソー・プィロムトーン         | 2R 2:53 KO（左ボディブロー）   | 新日本キックボクシング協会「MAGNUM 25」                                                                         | 2011年3月26日  |
| ×    | パーカーオ・クランセーンマーハーサーラカーム | 2R 2:48 KO（左肘打ち）         | 新日本キックボクシング協会「MAGNUM 23」                                                                         | 2010年7月25日  |
| ×    | ヨードクンポン・FAグループ                   | 5R終了 判定0-3                 | スック・ダウルン・チューチャルーン 【ラジャダムナン＆WMCスーパーライト級王座決定戦】                            | 2010年3月22日  |
| ○    | シークン・ロムシートーン                     | 1R 2:38 KO（ボディ連打）       | 新日本キックボクシング協会「SOUL IN THE RING VII」                                                              | 2009年12月13日 |
| ○    | デンワットボット・ソー・ウィアンデット       | 1R 3:05 TKO（右肘打ち）        | 新日本キックボクシング協会「MAGNUM 21」                                                                         | 2009年10月25日 |
| ○    | カノンスック・ウィラサクレック               | 3R 0:41 KO（右肘打ち）         | 新日本キックボクシング協会「MAGNUM 20」                                                                         | 2009年7月12日  |
| ○    | ウィナイレック・ポー・ランサン               | 5R終了 判定3-0                 | 新日本キックボクシング協会「MAGNUM 19」                                                                         | 2009年3月8日   |
| ○    | 黒田アキヒロ                                 | 3R終了 判定3-0                 | KING OF KINGS TOUITSU in KOBE 【TOUITSU ライト級初代王者決定トーナメント 決勝】                                 | 2008年12月23日 |
| ○    | 及川知浩                                     | 3R終了 判定3-0                 | KING OF KINGS TOUITSU in KOBE 【TOUITSU ライト級初代王者決定トーナメント 準決勝】                               | 2008年12月23日 |
| ○    | 壮泰                                         | 3R終了 判定2-0                 | KING OF KINGS TOUITSU in KOBE 【TOUITSU ライト級初代王者決定トーナメント 1回戦】                                | 2008年12月23日 |
| ×    | シンマニー・ソー・シーソムポン               | 5R終了 判定0-3                 | 新日本キックボクシング協会「MAGNUM 16」 【ラジャダムナン＆WMCスーパーライト級タイトルマッチ】                   | 2008年3月9日   |
| ○    | チャイディー・カー                           | 3R終了 判定3-0                 | 新日本キックボクシング協会「BRAVE HEARTS 7」                                                                    | 2008年1月20日  |
| ○    | ウイタヤーノーイ・シットクゥオンイム         | 1R 2:40 KO（右ストレート）     | 新日本キックボクシング協会「SOUL IN THE RING V」                                                                | 2007年12月9日  |
| ○    | 小宮由紀博                                   | 5R終了 判定2-0                 | 新日本キックボクシング協会「TITANS NEOS 2」                                                                     | 2007年9月16日  |
| ○    | 朴龍                                         | 5R終了 判定3-0                 | 新日本キックボクシング協会「MAGNUM 14」 【日本ライト級タイトルマッチ】（防衛8）                                 | 2007年7月22日  |
| ○    | 小宮由紀博                                   | 5R 2:17 TKO（右肘打ち）        | 新日本キックボクシング協会「TITANS NEOS」                                                                       | 2007年4月22日  |
| ○    | トンチャイ・ブンラット                       | 1R 1:51 KO（左フック）         | 新日本キックボクシング協会「MAGNUM 13」                                                                         | 2007年3月11日  |
| ×    | イソラサック・シッセックサン                 | 3R終了 判定0-3                 | 新日本キックボクシング協会「BRAVE HERATS 4」                                                                    | 2007年1月21日  |
| ○    | 石原裕基                                     | 4R 0:17 TKO（右肘打ち）        | 新日本キックボクシング協会「SOUL IN THE RING IV」 【日本ライト級タイトルマッチ】（防衛7）                       | 2006年12月10日 |
| ○    | 中尾満                                       | 3R終了 判定3-0                 | 新日本キックボクシング協会「MAGNUM 12」                                                                         | 2006年10月22日 |
| △    | デンラングー・トー．サーラデット             | 3R終了 判定0-0                 | 新日本キックボクシング協会「MAGNUM 11」                                                                         | 2006年7月16日  |
| ○    | 西山誠人                                     | 4R終了時 TKO（肘によるカット） | 新日本キックボクシング協会「TITANS 3rd」                                                                        | 2006年4月28日  |
| ○    | 石原裕基                                     | 3R終了 判定3-0                 | 新日本キックボクシング協会「MAGNUM 10」                                                                         | 2006年3月26日  |
| ○    | ガンスワン・レッドムーン                     | 3R終了 判定2-0                 | 新日本キックボクシング協会「BRAVE HEARTS 1」                                                                    | 2006年1月29日  |
| ○    | トゥンソンノーイ・シンポンローハー           | 3R終了 判定3-0                 | 新日本キックボクシング協会「SOUL IN THE RING III」                                                              | 2005年12月11日 |
| ○    | トンチャイ・ブンラット                       | 1R 1:23 KO（右ハイキック）     | 新日本キックボクシング協会「小野寺力引退興行 NO KICK、NO LIFE～FINAL～」                                        | 2005年10月29日 |
| ○    | ソンマイ・ケオセン                           | 2R 2:30 TKO（タオル投入）      | 新日本キックボクシング協会「MAGNUM 9」                                                                          | 2005年10月23日 |
| ×    | ジャルンチャイ・ジョー.ラチャダーゴン        | 5R終了 判定0-3                 | 新日本キックボクシング協会「TITANS 2nd」 【ラジャダムナンスタジアム認定ライト級タイトルマッチ】                 | 2005年8月22日  |
| △    | デンターサイ・ギャットウィワット             | 3R終了 判定0-1                 | 新日本キックボクシング協会「SLEDGE HAMMER」                                                                     | 2005年5月29日  |
| ○    | マサル                                       | 5R終了 判定3-0                 | 新日本キックボクシング協会「MAGNUM 7」 【日本ライト級タイトルマッチ】（防衛6）                                  | 2005年3月20日  |
| ○    | 星野豹                                       | 1R 1:22 TKO                    | 新日本キックボクシング協会「ONWARD OPERATION II ～進攻～」                                                      | 2005年1月16日  |
| ○    | 高修満                                       | 3R終了 判定3-0                 | 新日本キックボクシング協会「SOUL IN THE RING Ⅱ」                                                                | 2004年12月12日 |
| △    | ソムラック・カムシン                         | 3R終了 判定0-0                 | 新日本キックボクシング協会「TITANS 1st」                                                                        | 2004年11月6日  |
| △    | ムアンファーレッグ・ギャットウィチアン       | 3R終了 判定1-0                 | 新日本キックボクシング協会「MAGNUM 5」                                                                          | 2004年7月11日  |
| △    | アタポン・ポー・サムラーンチャイ             | 3R終了 判定1-0                 | 新日本キックボクシング協会「Super-Hybrid ～新鋭～」                                                             | 2004年5月30日  |
| △    | 朴龍                                         | 5R終了 判定1-1                 | 新日本キックボクシング協会「スーパーキック」 【日本ライト級タイトルマッチ】（防衛5）                            | 2004年4月18日  |
| ○    | パリンヤー・ジョッキージム                   | 2R 0:47 KO（右ローキック）     | 新日本キックボクシング協会「MAGNUM 4」                                                                          | 2004年3月21日  |
| ×    | ジョームタップ・クランセーンマハーサラーカム | 5R終了 判定                    | 新日本キックボクシング協会「FIGHT TO MUAY THAI 2003（タイ・ラジャダムナンスタジアム）」                         | 2003年11月24日 |
| ○    | マサル                                       | 5R終了 判定3-0                 | 新日本キックボクシング協会「MAGNUM 3」 【日本ライト級タイトルマッチ】（防衛4）                                  | 2003年10月12日 |
| △    | ノッパガオ・ソーワンチャート                 | 5R終了 判定1-1                 | 新日本キックボクシング協会「MAGNUM 2」                                                                          | 2003年7月26日  |
| ○    | ジャカワーンレック・サックテーワン           | 3R 2:35 TKO（右肘打ち）        | 新日本キックボクシング協会「Touch and Go ～臨戦～」                                                             | 2003年7月26日  |
| ○    | ゲーンダラー・スワンアハンジャーヴィー       | 3R 2:27 TKO（左フック）        | 新日本キックボクシング協会「MAGNUM 1」                                                                          | 2003年3月23日  |
| ○    | ジャッカル黒石                               | 2R 2:07 TKO（右ローキック）    | 新日本キックボクシング協会「FIERCE BATTLE ～激戦～」                                                            | 2003年2月16日  |
| ○    | チュンロン・シットクングライ                 | 5R KO                          | 新日本キックボクシング協会「FIGHT TO MUAY THAI 2002（タイ・ラジャダムナンスタジアム）」                         | 2002年12月1日  |
| ○    | ギャットイサーン・スワンアハーンジャビー     | 4R 0:45 TKO（右ローキック）    | 新日本キックボクシング協会「ROAD TO MUAY-THAI 2002」                                                            | 2002年10月20日 |
| ○    | アダム・“アグレッサー”・ホーラハン           | 2R 0:32 KO（右フック）         | 新日本キックボクシング協会「RIKI ONODERA GREATEST HITS!」                                                       | 2002年9月16日  |
| ○    | 井場洋貴                                     | 1R 2:43 KO（左フック）         | 新日本キックボクシング協会「BREAK AWAY～開拓～」 【日本ライト級タイトルマッチ】（防衛3）                        | 2002年7月27日  |
| ○    | 朴炳圭                                       | 5R終了 判定3-0                 | 新日本キックボクシング協会「LOCK ON！～奪還～」                                                                 | 2002年5月26日  |
| ○    | サーイヤン・チューワッタナ                   | 5R終了 判定3-0                 | 新日本キックボクシング協会「GET FORWARD ～前進～」                                                              | 2002年3月24日  |
| ×    | ムアンファーレッグ・ギャットウィチアン       | 2R 1:01 TKO（肘によるカット）  | 新日本キックボクシング協会「STRIKE BACK! ～逆襲～」                                                             | 2002年1月27日  |
| ×    | ジャカワーンレック・サックテーワン           | 5R終了 判定0-3                 | 新日本キックボクシング協会「FIGHT TO MUAY THAI 2001（タイ・ラジャダムナンスタジアム）」                         | 2001年12月9日  |
| ○    | ティティマー・ギャットプラサンチャイ         | 5R終了 判定3-0                 | 新日本キックボクシング協会「ROAD TO MUAY-THAI 2001」                                                            | 2001年10月28日 |
| ○    | マサル                                       | 5R終了 判定2-0                 | 新日本キックボクシング協会「Take One」 【日本ライト級タイトルマッチ】（防衛2）                                  | 2001年9月16日  |
| ○    | 井場洋貴                                     | 5R終了 判定3-0                 | 新日本キックボクシング協会「The Star Fleet」                                                                    | 2001年5月27日  |
| ×    | ソンコム・ギアッヌクン                       | 5R終了 判定0-3                 | 新日本キックボクシング協会「REAL CHAMPION APPEARANCE」                                                          | 2001年3月31日  |
| ○    | 中川タカシ                                   | 5R終了 判定3-0                 | 新日本キックボクシング協会「THE REMATCH～HEAVEN or HELL」 【日本ライト級タイトルマッチ】（防衛1）               | 2001年1月21日  |
| ×    | ガオグライ・ゲーンノラシン                   | 5R終了 判定                    | 新日本キックボクシング協会「FIGHT TO MUAY THAI 2000（タイ・ラジャダムナンスタジアム）」                         | 2000年12月3日  |
| ○    | シーサワット・サックムァンファングレーン     | 5R終了 判定3-0                 | 新日本キックボクシング協会「ROAD TO MUAY-THAI 2000」                                                            | 2000年10月28日 |
| △    | 朴炳圭                                       | 5R終了 判定0-0                 | 新日本キックボクシング協会「THE STYLISH FORCE」                                                                 | 2000年9月10日  |
| △    | ムアンファーレッグ・ギャットウィチアン       | 5R終了 判定0-0                 | 新日本キックボクシング協会「THE TITLE」                                                                         | 2000年5月5日   |
| ○    | 清水政和                                     | 5R 0:10 TKO（右肘打ち）        | 新日本キックボクシング協会「SATELITE」                                                                          | 2000年4月9日   |
| ○    | 鷹山真吾                                     | 2R 2:25 TKO（タオル投入）      | 新日本キックボクシング協会「DOUBLE IMPACT」 【日本ライト級タイトルマッチ】                                      | 2000年1月23日  |
| ○    | 中川タカシ                                   | 5R終了 判定3-0                 | 新日本キックボクシング協会「Road to Muay-Thai 2nd」                                                             | 1999年10月30日 |
| ○    | 花村繁幸                                     | 5R終了 判定3-0                 | 新日本キックボクシング協会                                                                                      | 1999年3月13日  |
| ○    | 鷹山真吾                                     | 判定                           | 新日本キックボクシング協会                                                                                      | 1998年3月28日  |
| △    | 米田克盛                                     | 判定                           | 新日本キックボクシング協会                                                                                      | 1998年1月31日  |
| ○    | 花村繁幸                                     | 判定                           | 新日本キックボクシング協会                                                                                      | 1997年9月7日   |
| ○    | 木村倫恭                                     | 判定                           | 新日本キックボクシング協会                                                                                      | 1997年7月4日   |
| ○    | 小柳伸吾                                     | 判定                           | 新日本キックボクシング協会                                                                                      | 1996年12月22日 |
| ×    | 嘉数直                                       | 判定                           | 新日本キックボクシング協会                                                                                      | 1996年4月29日  |
| ×    | 兎英鉄                                       | 判定                           | 新日本キックボクシング協会                                                                                      | 1996年3月31日  |
| ○    | 藤田純                                       | 3R KO                          | 新日本キックボクシング協会                                                                                      | 1996年1月28日  |

## 獲得タイトル
- アマチュア
  - キングスカップ 準優勝（1997年）
  - 第2回アジアインドアゲームズムエタイ競技ウェルター級（63.5kg - 67kg）準優勝（2007年11月3日）
- プロ
  - TOUITSU ライト級王座
  - 新日本キックボクシング協会 ライト級王座（8度防衛）
  - 2004年度 第37回内閣総理大臣杯日本プロスポーツ大賞 新人賞受賞（2005年1月24日）
  - ラジャダムナン・スタジアム スーパーライト級王座（2度防衛）